# British Airways
British Airways (BA) je nacionalna aviokompanija i glavni zračni prijevoznik Velike Britanije i jedna od najvećih zrakoplovnih kompanija u Europi. Njegova glavna prometna čvorišta su londonski Heathrow i Gatwick. Nastala je 1974. spajanjem kompanija BOAC i BEA, a 1987. godine je privatizirana.  
British Airways je jedan od utemeljitelja udruženja Oneworld. Dana 21. siječnja spojio s kompanijom Iberia formiravši tako kompaniju International Airlines Group (IAG), treću po veličini svjetsku avio kompaniju mjereno ukupnim prihodima.
Niz godina kompanija je letjela uglavnom s boeingovim zrakoplovima. U studenom 1998. BA naručuje zrakoplove Airbusa. Sljedeća veća promjena uslijedila je 2007. godine s narudžbom Boeinga 787 i Airbusa A380 u cilju zamjene dugolinijske flote. Središnji dugolinijski zrakoplov i dalje ostaje Boeing 747-400 čiji je BA najveći korisnik u svijetu.

## Flota
British Airways flota se sastoji od sljedećih zrakoplova (22. lipnja 2016.):
| Zrakoplov        | U floti | Naručeno | Opcije | Broj putnika | Broj putnika | Broj putnika | Broj putnika | Broj putnika |
| Zrakoplov        | U floti | Naručeno | Opcije | F            | J            | W            | Y            | Ukupno       |
| ---------------- | ------- | -------- | ------ | ------------ | ------------ | ------------ | ------------ | ------------ |
| Airbus A318-100  | 2       | —        | —      | —            | 32           | —            | —            | 32           |
| Airbus A319-100  | 44      | —        | —      | —            | var          | —            | var          | 132          |
| Airbus A320-200  | 66      | —        | —      | —            | var          | —            | var          | 162          |
| Airbus A320neo   | —       | 13       | —      | u najavi     | u najavi     | u najavi     | u najavi     | u najavi     |
| Airbus A321-200  | 18      | —        | —      | —            | var          | —            | var          | 188          |
| Airbus A321neo   | —       | 7        | —      | u najavi     | u najavi     | u najavi     | u najavi     | u najavi     |
| Airbus A350-1000 | —       | 18       | 18     | u najavi     | u najavi     | u najavi     | u najavi     | u najavi     |
| Airbus A380-800  | 12      | —        | 7      | 14           | 97           | 55           | 303          | 469          |
| Boeing 747-400   | 39      | —        | —      | 14           | 70           | 30           | 185          | 299          |
| Boeing 747-400   | 39      | —        | —      | 14           | 52           | 36           | 243          | 345          |
| Boeing 767-300ER | 11      | —        | —      | —            | 24           | 24           | 141          | 189          |
| Boeing 767-300ER | 11      | —        | —      | —            | var          | —            | var          | 252          |
| Boeing 777-200   | 3       | —        | —      | 17           | 48           | 24           | 127          | 216          |
| Boeing 777-200ER | 43      | —        | —      | 14           | 48           | 40           | 122          | 224          |
| Boeing 777-200ER | 43      | —        | —      | —            | 48           | 24           | 203          | 275          |
| Boeing 777-300ER | 12      | —        | —      | 14           | 56           | 44           | 185          | 299          |
| Boeing 787-8     | 8       | —        | —      | —            | 35           | 25           | 154          | 214          |
| Boeing 787-9     | 8       | 14       | —      | 8            | 42           | 39           | 127          | 216          |
| Boeing 787-10    | —       | 12       | —      | u najavi     | u najavi     | u najavi     | u najavi     | u najavi     |
| Ukupno           | 266     | 64       | 25     |              |              |              |              |              |

British Airways World Cargo flota
- 3 Boeing 747-8F (leti u Global Supply Systems u BA bojama)

## Unutarnje poveznice
Najveće svjetske zrakoplovne tvrtke